# Erwin Koeman
Erwin Koeman (Zaandam, Holanda del Nord; 20 de setembre del 1961) és un exfutbolista neerlandès que exerceix com a entrenador. És el germà major del també exfutbolista Ronald Koeman, i fill del també exfutbolista Martin Koeman.

## Trajectòria

### Com a jugador
Els seus inicis futbolístics daten de 1978, quan va debutar al FC Groningen. Posteriorment va jugar al PSV Eindhoven, i a l'I.R. K.V. Mechelen, on es va consagrar en guanyar la Recopa d'Europa. No obstant això, va passar majoritàriament en la lliga neerlandesa, a causa de la seva tornada al Groningen, on va acabar la seva carrera esportiva en 1998.
També va ser integrant de la selecció neerlandesa que va aconseguir l'Eurocopa de 1988 a Alemanya.

### Com a entrenador
Des de 1998 fins a 2004 va passar per les inferiors del PSV Eindhoven, fins que des del 2001 va ser el segon entrenador de l'equip. En el mateix any 2004 va entrenar al RKC Waalwijk, i després al Feyenoord, on en la campanya 2006/07 va acabar setè, i va ser acomiadat de la institució de Róterdam.
L'1 de maig de 2008, va ser triat per entrenar a la selecció hongaresa de futbol i va ser acomiadat el 2010.
El juny de 2011, l'exseleccionador d'Hongria i exentrenador del Feyenoord o el RKC, es va convertir en el nou tècnic del FC Utrecht, novè classificat en l'últim campionat dels Països Baixos, en substitució de du Chatinier.
En 2012 assumeix per uns mesos en l'FC Eindhoven, abans d'arribar per dues temporades al RKC Waalwijk.
En 2014 arriba a la Premier League juntament amb el seu germà Ronald per ser assistent tècnic en clubs com el Southampton i Everton FC.

## Clubs

### Com a jugador
- 1978-1979: FC Groningen
- 1979-1982: PSV Eindhoven
- 1982-1985: FC Groningen
- 1985-1990: I.R. K.V. Mechelen
- 1990-1994: PSV Eindhoven
- 1994-1998: FC Groningen

### Com a entrenador
- 1998-2001: Categories menors del PSV Eindhoven
- 2001-2004: PSV Eindhoven (assistent tècnic)
- 2004-2005: RKC Waalwijk
- 2005-2007: Feyenoord Róterdam
- 2008-2010: Selecció de futbol d'Hongria
- 2011: FC Utrecht
- 2012: FC Eindhoven
- 2012-2014: RKC Waalwijk
- 2014-2016: Southampton (assistent tècnic)
- 2016-2017: Everton FC (assistent tècnic)
- 2018: Fenerbahçe SK (assistent tècnic)
- 2018: Fenerbahçe SK (entrenador interí)
- 2019: Selecció de futbol d'Oman

## Palmarès

### Com a jugador
- 2 lligues neerlandeses: 1991 i 1992.
- 1 Supercopa dels Països Baixos: 1992
- 1 Eurocopa: 1988